# Monique Nsanzabaganwa
Monique Nsanzabaganwa (Byimana, 8 de octubre de 1971) es una economista, política y diplomática ruandesa. Desde el 6 de febrero de 2021 es vicepresidenta de la Comisión de la Unión Africana, siendo la primera mujer en asumir este puesto. Ha ocupado varias responsabilidades en el gobierno de Ruanda, entre ellos el de Ministra de Comercio e Industria. Entre 2011 y 2021 fue vicegobernadora del Banco Nacional de Ruanda.

## Biografía
Nació en Ruanda alrededor de 1971. Tiene una licenciatura en economía de la Universidad Nacional de Ruanda . Estudió en la Universidad de Stellenbosch, en Sudáfrica, y se graduó con una Maestría en economía, seguida de un doctorado en Filosofía, también en economía.
Después de sus estudios de posgrado en el extranjero, regresó a Ruanda y trabajó como profesora de economía en la Universidad Nacional de Ruanda, desde 1999 hasta 2003. Posteriormente ocupó varios puestos en el gobierno: entre 2003 y 2008, se desempeñó como Ministra de Estado responsable de Planificación Económica en el Ministerio de Finanzas y Planificación Económica de Ruanda y desde 2008 a 2011 fue Ministra de Comercio e Industria.
Como ministra estatal de planificación económica, a Nsanzabaganwa se le atribuye la creación de un sistema estadístico y de planificación más sólido a nivel nacional y local. Fue líder de la campaña para establecer el Instituto Nacional de Estadística de Ruanda. También se le atribuye haber liderado los esfuerzos para establecer el marco legal y las pautas de política para las microfinanzas en Ruanda.
Es miembro de African Leaders Network, Fellow de Aspen Global Leadership Network (AGLN), Fellow de Africa Leadership Initiative (ALI) East Africa y Fellow de Educación Ejecutiva de la Escuela de Gobierno John F. Kenned. en Gestión Financiera Pública. Se ha desempeñado como presidenta de la junta directiva del Instituto Nacional de Estadística de Ruanda, desde 2012.